# Bandeira de Ubajara
A Bandeira de Ubajara é um dos símbolos oficiais do município de Ubajara, estado do Ceará, Brasil.

## Descrição
Seu desenho consiste em um retângulo dividido em três partes, dois triângulos retângulos, um do lado superior esquerdo na cor vermelha e outro do lado inferior direito na cor verde. Separando os triângulos há uma faixa diagonal branca. Há, ainda, um círculo branco no qual estão a figura de um índio em uma canoa e a representação de uma gruta.

## Simbolismo
O índio faz referência ao nome do município, pois Ubajara vem do Tupi: Uba significa "Canoa" e Jara significa "Senhor". Seu nome, portanto, significa "Senhor da canoa".
A gruta faz referência à Gruta de Ubajara, uma das principais atrações do Parque Nacional de Ubajara.